# Bouke Arends
Bouke Roelof Arends (Zuidbarge, 10 april 1966) is een Nederlands politicus en bestuurder. Hij is lid van de PvdA. Sinds 18 december 2018 is hij burgemeester van Westland.

## Maatschappelijke loopbaan
Arends ging naar de mavo en havo. Hij werd uitgeloot voor de lerarenopleiding geschiedenis. Hij ging uiteindelijk naar de meao. Van 1985 tot 1989 studeerde hij bedrijfseconomie aan de heao van de Hogeschool Drenthe. Van 2004 tot 2007 studeerde hij tijdens zijn loopbaan bestuurskunde aan de Universiteit Twente.
Na de dienstplicht werd Arends assistent-hoofd economische en administratieve dienst bij het Streekziekenhuis Coevorden-Hardenberg. Omdat hij deze functie te bureaucratisch en te hiërarchisch vond ging hij aan de slag als controller bij een aannemersbedrijf. Deze functie deed hij langer en vond hij nuttiger.
Hierna maakte Arends de overstap naar de bibliotheeksector. Hij werd sectordirecteur facilitaire dienst bij de Bibliotheekdienst Overijssel. Hier was hij betrokken bij de fusie van de provinciale bibliotheekcentrales van Gelderland en Overijssel tot de Rijnbrink Groep in Nijverdal, waar hij voorzitter werd van de raad van bestuur. Deze functie vervulde hij tot het wethouderschap in 2010. Van 1989 tot 1994 was hij tevens voorzitter van SC Angelslo.

## Politieke loopbaan
Op zijn 16e werd Arends lid van de Jonge Socialisten en korte tijd later ook van de PvdA. Hij stond op de kieslijst van de PvdA in Emmen voor de gemeenteraadsverkiezingen van 1986 op plek 20. Ze behaalden 22 zetels; omdat hij echter nog geen 21 was moest hij nog een jaar wachten. Van 1987 tot 1992 en van 1995 tot april 2010 was hij er gemeenteraadslid; van 2002 tot april 2010 als fractievoorzitter van de PvdA.
Vanaf april 2010 was Arends er wethouder en locoburgemeester. Hij was er onder andere betrokken bij de centrumvernieuwing van Emmen. Van oktober 2007 tot maart 2016 was hij landelijk penningmeester van de PvdA. Hij kwam landelijk in de aandacht toen hij als locoburgemeester begin 2017 het Emmense clubhuis van de motorclub No Surrender sloot. In het voorjaar van 2017 heeft hij in verband met bedreigingen die hij naar aanleiding van die sluiting kreeg, een aantal weken in Schotland doorgebracht.

## Burgemeester van Westland
In oktober 2018 werd Arends door de gemeenteraad van Westland Arends voordragen als nieuwe burgemeester. In november 2018 werd hij benoemd ingang van 18 december van dat jaar. Hij kreeg openbare orde & veiligheid, interbestuurlijke verhoudingen & public affairs, externe betrekkingen & internationaal en coördinatie Flora Campus Westland in zijn portefeuille. In december 2024 begon hij aan zijn tweede termijn.
Arends werd namens Westland vertegenwoordiger bij onder andere de Metropoolregio Rotterdam-Den Haag, de Veiligheidsregio Haaglanden, district E van de Regionale Eenheid Den Haag, de stuurgroepen RIEC Den Haag, Weerbare Sierteeltsector en Mainports van het ministerie van Justitie en Veiligheid, de bestuurlijke adviescommissie Brandweer van het Veiligheidsberaad, de Economic Board Zuid-Holland, de commissie Europa & Internationaal van de VNG en het KNRM-station Ter Heijde en diverse beschermheerschappen.

## Privéleven
Arends is getrouwd en vader van drie kinderen. Sinds 2011 is hij ridder in de Orde van Oranje-Nassau. Bij zijn vertrek als wethouder werd hij benoemd tot ereburger van de gemeente Emmen.